# Jeux sud-asiatiques de 2006
Les Jeux sud-asiatiques 2006 se sont déroulés à Colombo, au Sri Lanka, du 18 au 28 août 2006.
Il s'agit de la 10e édition. Elle marque la première participation de l'Afghanistan.

## Tableau récapitulatif
- Cérémonie d'ouverture : 18 août 2006
- Cérémonie de clôture : 28 août 2006
- Nations participantes : 8
- Ville hôte : Colombo
- Pays hôte : Sri Lanka
- Sports : 20

## Sportsinscrits au programmesud-asiatique
- Athlétisme, voir résultats détaillés
- Badminton (5), voir résultats détaillés
- Boxe (5), voir résultats détaillés
- Cyclisme (2), voir résultats détaillés
- Échecs (2), voir résultats détaillés
- Football (1), voir résultats détaillés
- Haltérophilie, voir résultats détaillés
- Judo (5) voir résultats détaillés
- Kabaddi, voir résultats détaillés
- Karaté (3), voir résultats détaillés
- Lutte, voir résultats détaillés
- Natation, voir résultats détaillés
- Squash (3), voir résultats détaillés
- Taekwondo (3), voir résultats détaillés
- Tennis de table (5), voir résultats détaillés
- Tir, voir résultats détaillés
- Tir à l'arc (2)', voir résultats détaillés
- Volleyball (2), voir résultats détaillés
- Wushu (2), voir résultats détaillés

Le nombre d'épreuves est indiqué avec des parenthèses.

## Tableaux des médailles
| Rang | Nation      | Or  | Argent | Bronze | Total |
| ---- | ----------- | --- | ------ | ------ | ----- |
| 1er  | Inde        | 118 | 69     | 47     | 234   |
| 2e   | Pakistan    | 43  | 44     | 71     | 158   |
| 3e   | Sri Lanka   | 37  | 63     | 78     | 178   |
| 4e   | Népal       | 15  | 14     | 31     | 60    |
| 5e   | Afghanistan | 6   | 7      | 18     | 31    |
| 6e   | Bangladesh  | 3   | 15     | 32     | 50    |
| 7e   | Bhoutan     | 0   | 3      | 10     | 13    |
| 8e   | Maldives    | 0   | 0      | 0      | 0     |